# آنانتاپور
شهر آنانتاپور (به انگلیسی: Anantapur) با جمعیت ۲۵۵٫۹۵۹ نفر در ایالت آندرا پرادش در کشور هند واقع شده‌است.

## نگارخانه

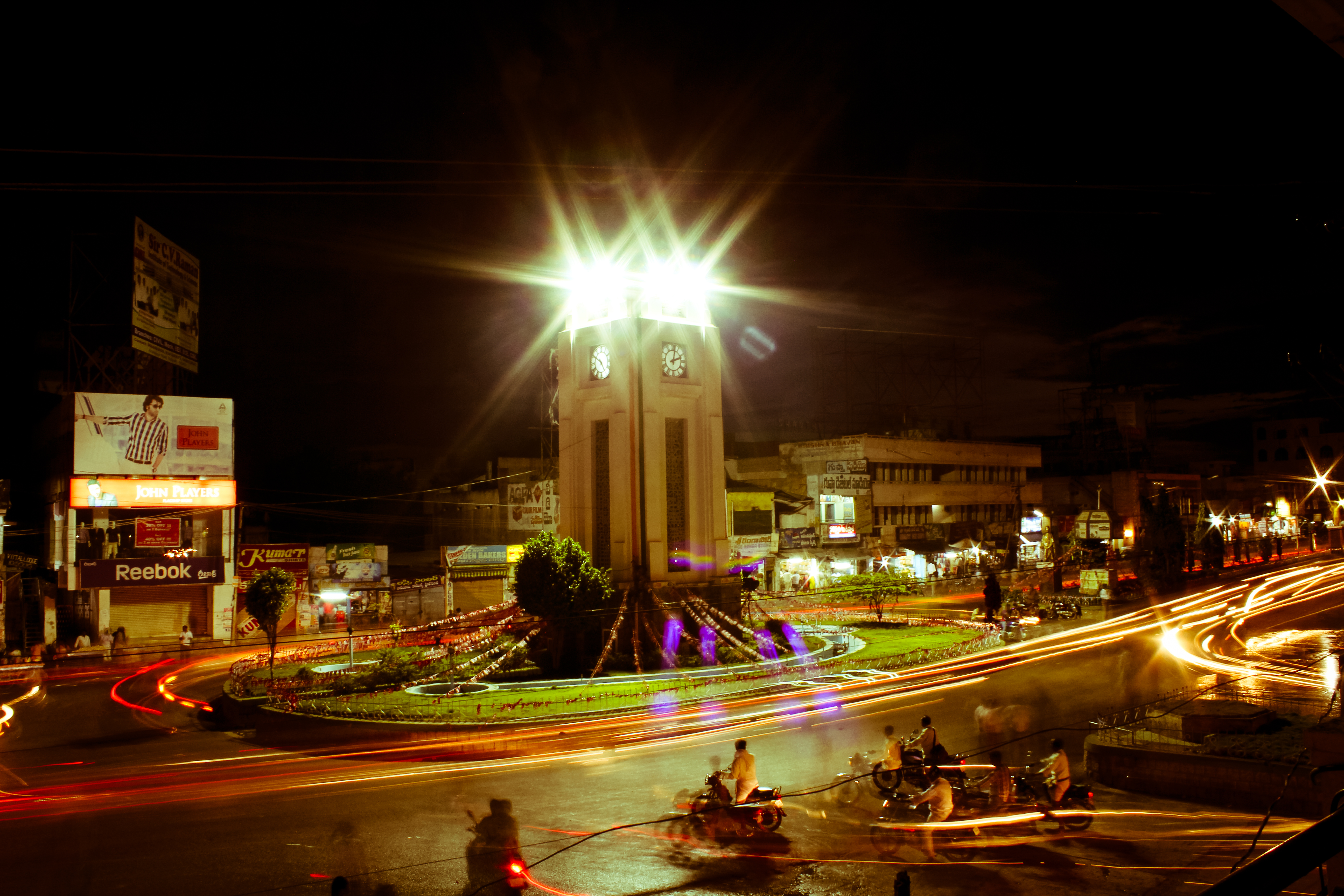
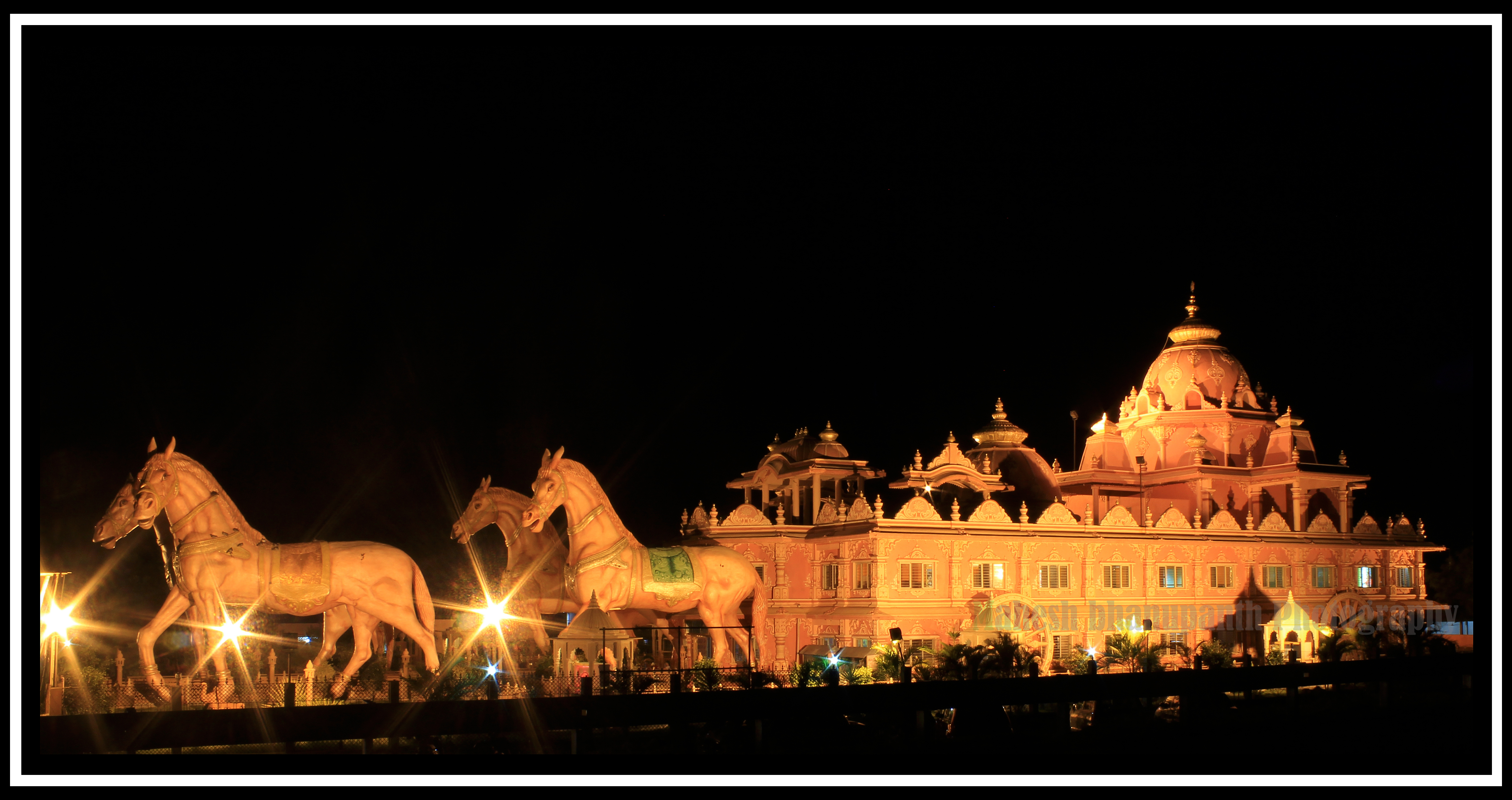
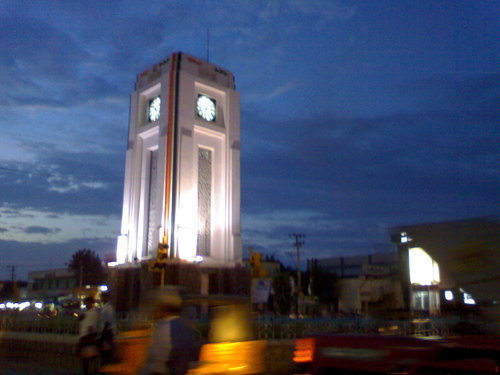
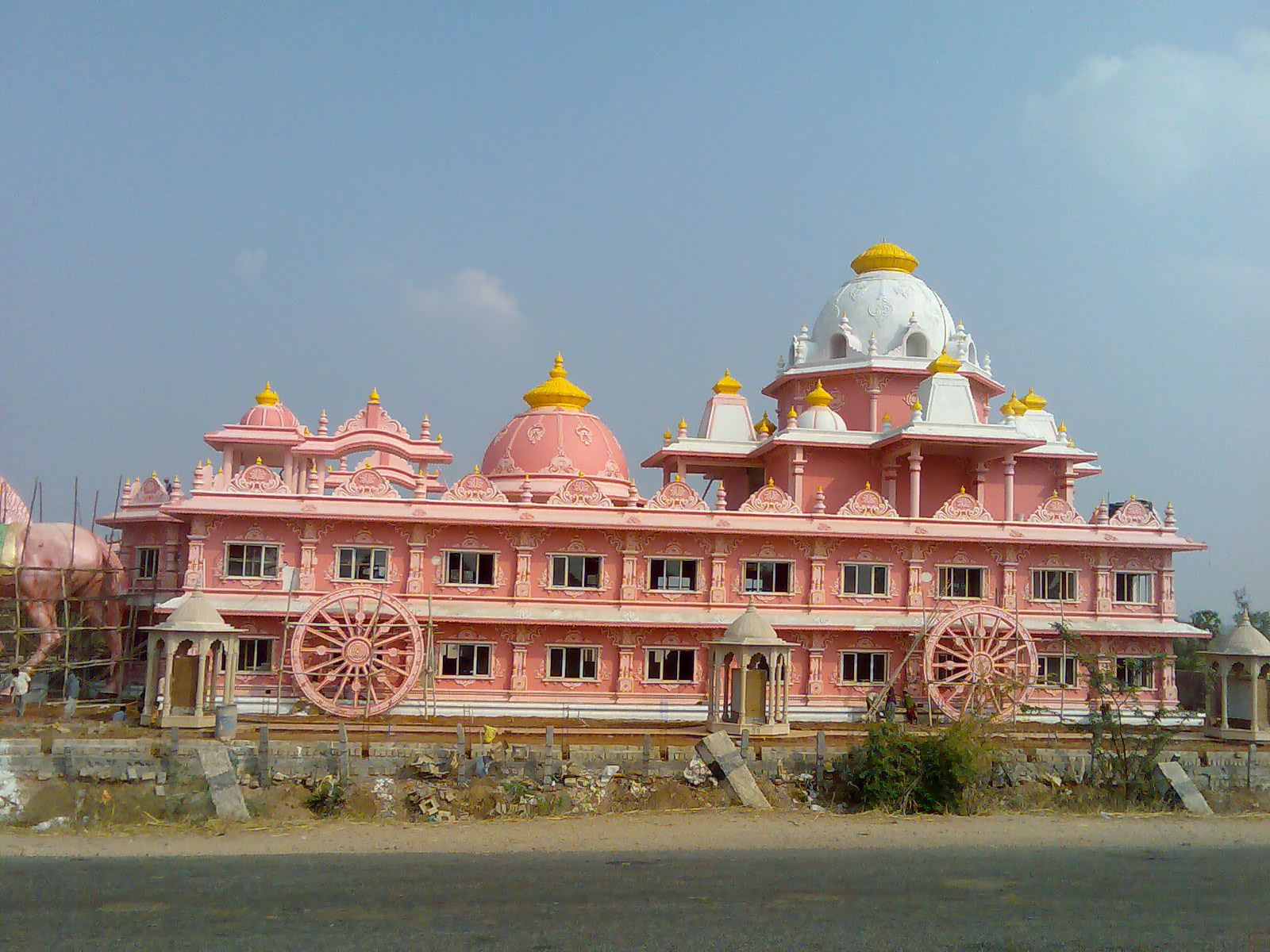